# Saurimo
Saurimo je grad u Angoli, glavni grad provincije Lunda Sul. Tijekom portugalske vladavine zvao se Henrique de Carvalho, prema portugalskom istraživaču iz 19. stoljeća. Leži na sjeveroistoku države, 150 km zapadno od granice s Demokratskom Republikom Kongo.
Osnovne su djelatnosti lokalnog stanovništva poljoprivreda i rudarstvo; u području se nalaze brojni rudnici dijamanata. U gradu je smještena vojarna, a tu je i veletržnica.
Prema procjeni iz 2010. godine, Saurimo je imao 80.445 stanovnika.